# Municipio de Woodside (Misuri)
El municipio de Woodside (en inglés: Woodside Township) es un municipio ubicado en el condado de Oregon en el estado estadounidense de Misuri. En el año 2010 tenía una población de 279 habitantes y una densidad poblacional de 1,61 personas por km².

## Geografía
El municipio de Woodside se encuentra ubicado en las coordenadas 36°48′47″N 91°23′17″O / 36.81306, -91.38806. Según la Oficina del Censo de los Estados Unidos, el municipio tiene una superficie total de 172.78 km², de la cual 172,03 km² corresponden a tierra firme y (0,44 %) 0,75 km² es agua.

## Demografía
Según el censo de 2010, había 279 personas residiendo en el municipio de Woodside. La densidad de población era de 1,61 hab./km². De los 279 habitantes, el municipio de Woodside estaba compuesto por el 98,21 % blancos, el 1,08 % eran amerindios y el 0,72 % eran de una mezcla de razas. Del total de la población el 1,08 % eran hispanos o latinos de cualquier raza.